# Distretto di Çiçekdağı
Il distretto di Çiçekdağı (in turco Çiçekdağı ilçesi) è uno dei distretti della provincia di Kırşehir, in Turchia.